# Mantova Sportiva 1940-1941
Questa pagina raccoglie i dati riguardanti la squadra Mantova Sportiva nelle competizioni ufficiali della stagione 1940-1941.

## Stagione
Nella stagione di Serie C 1940-1941 il Mantova sfiorò la promozione in Serie B, arrivando al secondo posto, a 5 punti dalla capolista.

## Rosa
| N. |                   | Ruolo | Calciatore         |
| -- | ----------------- | ----- | ------------------ |
|    | Italia (bandiera) | P     | Ennio Vaini        |
|    | Italia (bandiera) | D     | Amedeo Grossi      |
|    | Italia (bandiera) | D     | Giovanni Faccioli  |
|    | Italia (bandiera) | C     | Napoleone Moretti  |
|    | Italia (bandiera) | D     | Pietro Menegazzi   |
|    | Italia (bandiera) | D     | Palmiro Olivieri   |
|    | Italia (bandiera) | C     | Alfredo Lui        |
|    | Italia (bandiera) | C     | Alido Grisanti     |
|    | Italia (bandiera) | A     | Walter Mantovani   |
|    | Italia (bandiera) | C     | Giuseppe Marmiroli |
|    | Italia (bandiera) | A     | Ermanno Frattini   |

| N. |                   | Ruolo | Calciatore         |
| -- | ----------------- | ----- | ------------------ |
|    | Italia (bandiera) | P     | A. Roma            |
|    | Italia (bandiera) | D     | Giancarlo Genesini |
|    | Italia (bandiera) | D     | Emilio Mantovani I |
|    | Italia (bandiera) | D     | Eraldo Pezzini     |
|    | Italia (bandiera) | D     | Alessi             |
|    | Italia (bandiera) | C     | Franco Gasparini   |
|    | Italia (bandiera) | C     | F. Mariotti        |
|    | Italia (bandiera) | A     | Sergio Maestri     |
|    | Italia (bandiera) | A     | Aldo Talassi       |
|    | Italia (bandiera) | A     | Iramo Vanz         |
|    | Italia (bandiera) | A     | Eligio Vecchi      |

## Risultati

### Serie C

#### Girone d'andata
| Brescia 20 ottobre 1940 1ª giornata | Casalini           | 0 – 0 | Mantova | Stadium di Viale Piave\| Arbitro: \| Parpaiola (Padova) \| |
| Arbitro:                            | Parpaiola (Padova) |       |         |                                                            |

| Arbitro: | Bernardi (Bologna) |

|                                                      |           |  |
| Grisanti 7’ Manovani 40’ Frattini 58’ (rig.) Lui 72’ | Marcatori |  |

| Arbitro: | Milanone Ridor (Biella) |

|            |           |  |
| Mariani 4’ | Marcatori |  |

| Arbitro: | Favero (Treviso) |

|              |           |  |
| Frattini 76’ | Marcatori |  |

| Arbitro: | Mantovani (Ferrara) |

|                           |           |              |
| Arcari III 2’ Bulloni 43’ | Marcatori | 59’ Grisanti |

| Arbitro: | Mondani (Milano) |

|                            |           |                                   |
| Grisanti 23’ Marmiroli 71’ | Marcatori | 59’ Cavazzuti 75’ (rig.) Bonfanti |

| Arbitro: | Tarocco (Verona) |

|                  |           |               |
| Grendene 7’, 37’ | Marcatori | 32’ Marmiroli |

| Arbitro: | Zambotto (Padova) |

|                       |           |  |
| Mantovani 42’ Lui 78’ | Marcatori |  |

| Arbitro: | Garassino (Varese) |

|             |           |  |
| Taccani 41’ | Marcatori |  |

| Arbitro: | Coletti (Treviso) |

|  |           |                |
|  | Marcatori | 14’ Giovenzana |

| Arbitro: | Zambotto (Padova) |

|                |           |                                       |
| Del Grosso 84’ | Marcatori | 5’ Frattini 41’ Maestri 70’ Mantovani |

| Arbitro: | Capitanio (Venezia) |

|             |           |  |
| Maestri 69’ | Marcatori |  |

| Arbitro: | Savio (Torino) |

|  |           |         |
|  | Marcatori | 82’ Lui |

| Arbitro: | Vannini (Bologna) |

|  |           |              |
|  | Marcatori | 61’ Grisanti |

| Arbitro: | Coletti (Treviso) |

|                             |           |          |
| Mantovani 66’ Marmiroli 85’ | Marcatori | 22’ Fava |

#### Girone di ritorno
| Arbitro: | Capitanio (Venezia) |

|                                  |           |  |
| Mantovani 68’ Moretti 89’ (rig.) | Marcatori |  |

| Arbitro: | Cipriani (Milano) |

|            |           |                       |
| Grassi 59’ | Marcatori | 72’ Marmiroli 89’ Lui |

| Arbitro: | De Benedictis (Padova) |

|                 |           |  |
| Vecchi 19’, 73’ | Marcatori |  |

| Arbitro: | Mocchi (Milano) |

|                   |           |  |
| De Carli 46’, 73’ | Marcatori |  |

| Arbitro: | De Benedictis (Padova) |

|                                                           |           |  |
| Vecchi 36’ Grisanti 67’ Frattini 79’ (rig.) Mantovani 87’ | Marcatori |  |

| Arbitro: | Gorini (Milano) |

|                             |           |                                                   |
| Ravizzoli 23’ Cavazzuti 53’ | Marcatori | 11’ Vecchi 39’, 84’ Mantovani 64’ (rig.) Frattini |

| Arbitro: | Andreoni (Milano) |

|                                       |           |            |
| Frattini 3’ (rig.) Mantovani 54’, 83’ | Marcatori | 73’ Pompei |

| Arbitro: | Tassini (Verona) |

|                                      |           |         |
| Colombelli 9’ Boscarolo 18’ Mora 66’ | Marcatori | 89’ Lui |

| Arbitro: | Capitanio (Venezia) |

|                                             |           |  |
| Vecchi 9’ (rig.) Lui 25’, 42’ Marmiroli 79’ | Marcatori |  |

| Arbitro: | Di Pasquale (Arona) |

|            |           |         |
| Bonomi 35’ | Marcatori | 45’ Lui |

| Arbitro: | Mazza (Torre del Greco) |

|                                                |           |                                  |
| Mantovani 49’ Moretti 53’ (rig.) Marmiroli 80’ | Marcatori | 29’, 37’ Del Grosso 69’ Mainardi |

| Arbitro: | Gambarelli (Bergamo) |

|                         |           |         |
| Brugola 33’ Busconi 59’ | Marcatori | 44’ Lui |

| Arbitro: | Rossi (Milano) |

|                                        |           |              |
| Lui 26’, 47’ Grisanti 43’ Mantovai 59’ | Marcatori | 19’ Azzimoni |

| Mantova 25 maggio 1941 29ª giornata | Mantova             | 0 – 0 | Audace SME | Stadio Settimio Leoni\| Arbitro: \| Mantovani (Ferrara) \| |
| Arbitro:                            | Mantovani (Ferrara) |       |            |                                                            |

| Arbitro: | Gorla (Lodi) |

|           |           |               |
| Marin 25’ | Marcatori | 32’ Mantovani |

## Statistiche

### Statistiche di squadra
| Competizione | Punti | In casa | In casa | In casa | In casa | In casa | In casa | In trasferta | In trasferta | In trasferta | In trasferta | In trasferta | In trasferta | Totale | Totale | Totale | Totale | Totale | Totale | DR  |
| Competizione | Punti | G       | V       | N       | P       | Gf      | Gs      | G            | V            | N            | P            | Gf           | Gs           | G      | V      | N      | P      | Gf     | Gs     | DR  |
| ------------ | ----- | ------- | ------- | ------- | ------- | ------- | ------- | ------------ | ------------ | ------------ | ------------ | ------------ | ------------ | ------ | ------ | ------ | ------ | ------ | ------ | --- |
| Serie C      | 38    | 15      | 11      | 3       | 1       | 34      | 9       | 15           | 5            | 3            | 7            | 17           | 19           | 30     | 16     | 6      | 8      | 51     | 28     | +23 |
| Coppa Italia | .     | .       | .       | .       | .       | .       | ..      | ..           | .            | .            | .            | ..           | ..           | .      | .      | .      | .      | ..     | ..     | -.. |
| Totale       |       | .       | .       | .       | .       | .       | ..      | ..           | .            | .            | .            | ..           | ..           | .      | .      | .      | .      | ..     | ..     | -.. |

### Statistiche dei giocatori
| Giocatore    | Serie C  | Serie C | Coppa Italia | Coppa Italia | Totale   | Totale |
| Giocatore    | Presenze | Reti    | Presenze     | Reti         | Presenze | Reti   |
| ------------ | -------- | ------- | ------------ | ------------ | -------- | ------ |
| . Frattini   | ?        | 6       | ?            | ?            | ?        | 6+     |
| . Grisanti   | ?        | 6       | ?            | ?            | ?        | 6+     |
| . Lui        | ?        | 11      | ?            | ?            | ?        | 11+    |
| . Maestri    | ?        | 2       | ?            | ?            | ?        | 2+     |
| W. Mantovani | ?        | 13      | ?            | ?            | ?        | 13+    |
| . Marmiroli  | ?        | 6       | ?            | ?            | ?        | 6+     |
| . Moretti    | ?        | 2       | ?            | ?            | ?        | 2+     |
| . Vecchi     | ?        | 5       | ?            | ?            | ?        | 5+     |